# Graubindiger Augenfleckbock
|                                    |                          |                               |
| Abb. 1: Aufsicht                   |                          |                               |
|                                    |                          |                               |
| Abb. 2: Tarnung                    | Abb. 3: Fühler- endglied | Abb. 4: Stich von John Curtis |
|                                    |                          |                               |
| Abb. 5: Ende 1. und 2. Fühlerglied | Abb. 6: Kopf, Auge       | Abb. 7: Vorderansicht         |
|                                    |                          |                               |
| Abb. 8: Punktierung                | Abb. 9: Kopf, Taster     | Abb. 10: Schildchen           |

Der Graubindige Augenfleckbock, auch Binden-Augenfleckenbock (Mesosa nebulosa), ist ein Käfer aus der Familie der Bockkäfer und der Unterfamilie Lamiinae.
Die Gattung Mesosa ist in Europa mit drei Arten vertreten. Weltweit zählt man über 100 Arten in fünf Untergattungen. Der Käfer wird in den Roten Listen von Bayern und Schleswig-Holstein sowie von Deutschland unter der Kategorie 3 (gefährdet) geführt. In Brandenburg, Nordrhein-Westfalen und Sachsen-Anhalt gilt die Art als stark gefährdet (Kategorie 2). In Sachsen und Thüringen wird der Käfer als extrem selten und potentiell gefährdet eingestuft. In Mecklenburg-Vorpommern dagegen wird er als nicht gefährdet geführt.

## Bemerkungen zum Namen
Der Käfer wurde unter dem Namen Lamia nebulosa als 13. Art der Gattung Lamia 1781 von Fabricius erstmals beschrieben. Der Artname nebulōsa (lateinisch gewölkt) bezieht sich auf die Farbe der Flügeldecken, die Fabricius als unterschiedlich dunkel rostfarben mit grauen Seitenflecken am Rand (lat. fusco ferrugineoque variis, macula marginati cinerea) bezeichnet. Der Gattungsname Mesōsa (von altgr. μέσος „mésos“ für „mitten“) bezieht sich vermutlich auf die Größe des Tieres, die bereits in der kurzen Erstbeschreibung als Media (lat. mittel) angegeben ist. Der Name Augenfleckenbock bezieht sich auf die Gattung Mesosa. Der hier vorgestellte Käfer besitzt keine Augenflecken. Der Zusatz Binden- oder Graubindig bezieht sich auf die Färbung der Flügeldecken, bei der eine graue Binde angedeutet ist.

## Beschreibung des Käfers
Der mittelgroße Käfer ist untersetzt walzenförmig gebaut und wird gewöhnlich zwischen neun und fünfzehn Millimeter lang. Das Chitinskelett ist überwiegend schwarz, Beine und Fühler sind gewöhnlich braun. Die Farbe und die Strukturen des Skeletts werden durch die Behaarung fast völlig verdeckt oder kaschiert. Die Behaarung lässt den Käfer sehr variabel gestreift bis fleckig in verschiedenen Braun- und Grautönen erscheinen. Dies bewirkt eine ausgezeichnete Tarnung (Abb. 2). Lediglich mäßig dicht und unregelmäßig zerstreut liegende große und flach vertiefte runde nackte Punkte (Abb. 8) zeigen die schwarze Grundfarbe und wirken bei ungenügender Vergrößerung wie Körner.
Der Kopf ist – für die Unterfamilie typisch – senkrecht zur Körperachse nach unten geneigt. Er trägt seiner ganzen Länge nach eine vertiefte Mittellinie, die nahe dem Halsschild erlischt (Abb. 6 und 7). Der abfallende Vorderteil ist abgeplattet und quer leicht eingedrückt, Oberlippe und Mandibel sind etwas aufgeworfen. Die Mundwerkzeuge sind auf dem Stich von John Curtis abgebildet (Abb. 4 unten, 1 Oberlippe, 2 Oberkiefer, 3 Unterkiefer mit Kiefertaster, 4 Kinn mit Unterlippe und Lippentaster). Das zugespitzte Endglied des Kiefertasters (Abb. 9, die äußeren Taster) grenzt die Unterfamilie gegen andere Unterfamilien der Bockkäfer ab. Die hoch liegenden Augen sind flach und durch die Einlenkung der Fühler auf der Vorderseite stark ausgerandet, fast zweigeteilt (Abb. 6).
Das erste der elf Fühlerglieder ist nach außen keulig verdickt. Es trägt vor dem Ende eine feine etwa halbkreisförmige Leiste. Hinter dieser ist das Ende des Fühlerglieds flach zur Wurzel des zweiten Fühlerglieds hin abgeschnitten. Die dadurch gebildete halbmondförmige Schnittfläche ist wie die Leiste jedoch durch die Behaarung schwer erkennbar (Abb. 5). Das zweite Glied ist kurz, aber länger als breit, die folgenden Glieder sind lang und schlank, sie verschlanken sich nach außen zunehmend. Die Fühler überragen beim Männchen das Körperende deutlich, beim Weibchen kaum. Sie sind braun behaart, ab dem dritten Glied nahe der Basis grau geringelt und auf der Unterseite lang bewimpert. Das Endglied der Fühler ist beim Männchen fünf bis sechsmal so lang wie breit, beim Weibchen höchstens dreimal so lang wie breit (Abb. 3).
Der Halsschild ist etwas breiter als der Kopf und wenig breiter als lang. Die Seiten sind nur wenig nach außen gewölbt und tragen keinen Dorn, wodurch der Halsschild etwas walzenförmig anmutet. Etwa ein Viertel seiner Länge vor dem Hinterrand trägt er eine unscheinbare warzenartige Erhöhung. Davor ist er entlang der Mittellinie seicht eingedrückt, eine ähnliche seichte Rinne liegt rechts und links der Erhöhung. Diese Struktur ist durch die Behaarung jedoch völlig unauffällig. Die Halsschildoberseite ist wie die Kopfoberseite längsstreifig heller und dunkler behaart. Diese Streifung setzt sich auf der Oberseite des Kopfes fort. Der Halsschild trägt keine Augenflecken. Vorn und hinten ist der Halsschild sehr schwach gerandet. Die Punktierung ist etwas weniger markant als auf den Flügeldecken.
Das  Schildchen (Abb. 10) ist ungefähr quadratisch und vorn etwas niedergedrückt. Es ist gelb oder rotgelb behaart.
Die Flügeldecken sind kaum doppelt so lang wie gemeinsam breit und an der Basis deutlich breiter als der Halsschild. Sie sind etwa viermal so lang wie der Halsschild und am Ende gemeinsam stumpf verrundet. Auch die Flügeldecken tragen unscheinbare Längsrinnen und Kiele. Lediglich der Eindruck im Schulterbereich mit der resultierenden kantigen Schulterecke und der gegenüberliegenden Erhöhung ist auffällig. Die Punktierung ist ähnlich wie die des Halsschilds, nach hinten wird sie weniger markant. Jede Flügeldecke trägt etwa in der Mitte einen großen hellen Fleck. Diese Flecken verbinden sich über die Flügeldeckennaht zu einem gezackt begrenzten, uneinheitlich gefärbten Band.
Die Beine sind lang und kräftig. Die für die Unterfamilie typische Längsfurche an der Innenseite der Vorderschiene ist wegen der Behaarung schlecht erkennbar. Die Tarsen erscheinen viergliedrig, weil ein Glied lediglich als Verdickung an der Basis des Krallenglieds erkennbar ist. Das erste Glied der Hintertarsen ist kaum so lang wie das dritte. Schienen und Tarsen erscheinen durch die unterschiedliche Farbe der Behaarung geringelt.
Durch die Kombination der vier Merkmale Gestalt, fehlender Dorn am Halsschild, Abstutzung des ersten Fühlerglieds und fehlende Augenflecken auf dem Halsschild ist die Art innerhalb von Mitteleuropa eindeutig bestimmt.

## Larve
Die Larve wird im letzten Stadium bis 23 Millimeter lang. Wie bei allen Larven der Unterfamilie ist die Kopfkapsel viel länger als breit. Das 9. Hinterleibssegment trägt einen Dorn, der jedoch nicht auf einer kleinen Chitinplatte sitzt. Die Stirn ist in der Mitte längs gerieft.

## Biologie
Die Art bewohnt Laubwälder und Waldränder. Für Mitteleuropa wird angegeben, dass sie sich hauptsächlich in stärkeren, verrotteten, noch hängenden oder schon auf dem Boden liegenden Ästen entwickelt, aber auch in toten liegenden Stämmen, in Stümpfen oder in Reisig. Dabei werden vermutlich nahezu alle Laubbäume angenommen.
In England werden über zwanzig Wirtspflanzen genannt. Die polyphage Larve wird dort fast ausschließlich in totem Wipfelholz gefunden. Die Verpuppung findet im Hochsommer statt. Die adulten Tiere schlüpfen im Juli und August, überwintern aber in der Puppenwiege und erscheinen im folgenden Jahr ab März. Die Entwicklung dauert zwei bis drei Jahre. Der Käfer besucht offensichtlich keine Blüten. Als Parasiten der Larve werden Dolichomitus messor Grav. Helcon annulicornis Nees, Pyracmon melanurus Holmgr. und Xorides irrigator Fabricius angeführt.
Ein Vergleich verschiedener Waldtypen unter Einbeziehung der Höhe über dem Boden, hatte zum Ergebnis, dass Mesosa nebulosa überwiegend aber nicht ausschließlich ein Wipfelbewohner ist. Außerdem wurde eine gewisse Konzentration an Eichen festgestellt, die allerdings sturmgeschädigt waren.

## Verbreitung
Die Art ist in fast ganz Europa verbreitet, nach Norden wird sie seltener. Außerdem kommt sie in Nordafrika, dem Nahen Osten und im Kaukasus vor. Sie fehlt auf den meisten Inseln.